# Orientalisierender Stil

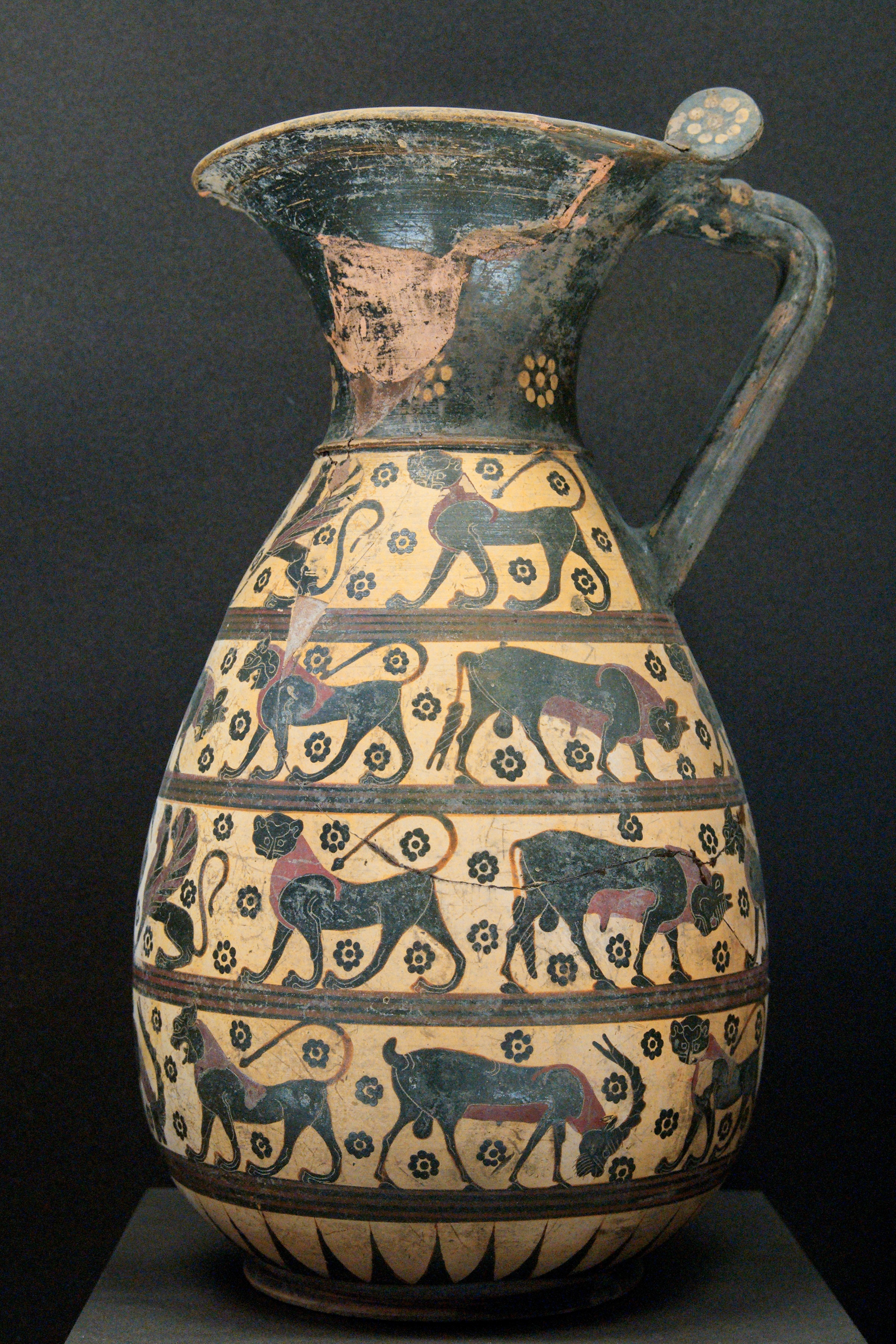
Protokorinthische Olpe mit Tieren und Sphingen 640–630 v. Chr., musée du Louvre

Als orientalisierenden Stil bezeichnet man einen Keramikstil des 7. Jahrhunderts v. Chr. der griechischen Vasenmalerei.
Kennzeichen dieses Stils Schwarzfiguriger Vasenmalerei sind Motive, die aus dem Vorderen Orient übernommen wurden und Greifen, Sphingen oder Löwen darstellen. Zentrum dieser Form der Keramikproduktion war Korinth. Dieser Stil wurde auch von der attischen Keramikproduktion übernommen. Weitere Bezeichnungen sind protokorinthischer beziehungsweise korinthischer Stil.